# لئونید بوگدانوف
لئونید بوگدانوف (روسی: Леонид Александрович Богданов؛ زادهٔ ۲۳ ژوئن ۱۹۲۷) ورزشکار شمشیربازی اهل اتحاد جماهیر شوروی سوسیالیستی است.
وی در مسابقات کشوری و بین‌المللی در مجموع برندهٔ ۱ مدال برنز شده‌است.